# Thimlich Ohinga
Thimlich Ohinga is een archeologische site in het westen van Kenia, ten noordwesten van de stad Migori en nabij het Victoriameer. Het is een Ohinga, wat nederzetting betekent, en het is waarschijnlijk in de zestiende eeuw gebouwd. De muren werden zonder cement gebouwd. Waarschijnlijk diende het als een fort voor gemeenschappen en vee, en het was mogelijk ook aan sociale gemeenschappen en afkomst gelinkt. Thimlich Ohinga is het grootst en het best bewaard gebleven van dit soort nederzettingen. Het is een goed voorbeeld voor dit type nederzettingen, die tussen de zestiende en twintigste eeuw werden gebouwd rond het Victoriameer.
Nationaal Park/natuurwoud Mount Kenya · Nationaal park van het Turkanameer · Oude stad Lamu · Heilige Kaya-wouden van Mijikenda · Systeem van Keniaanse meren in de Grote Riftvallei · Archeologische site Thimlich Ohinga · Historische stad en archeologische vindplaats Gedi